# لینوزا
لینوزا (به ایتالیایی: Isola di Linosa) یک منطقهٔ مسکونی در ایتالیا است که در استان آگریجنتو واقع شده‌است. لینوزا ۴۳۳ نفر جمعیت دارد.

## نگارخانه

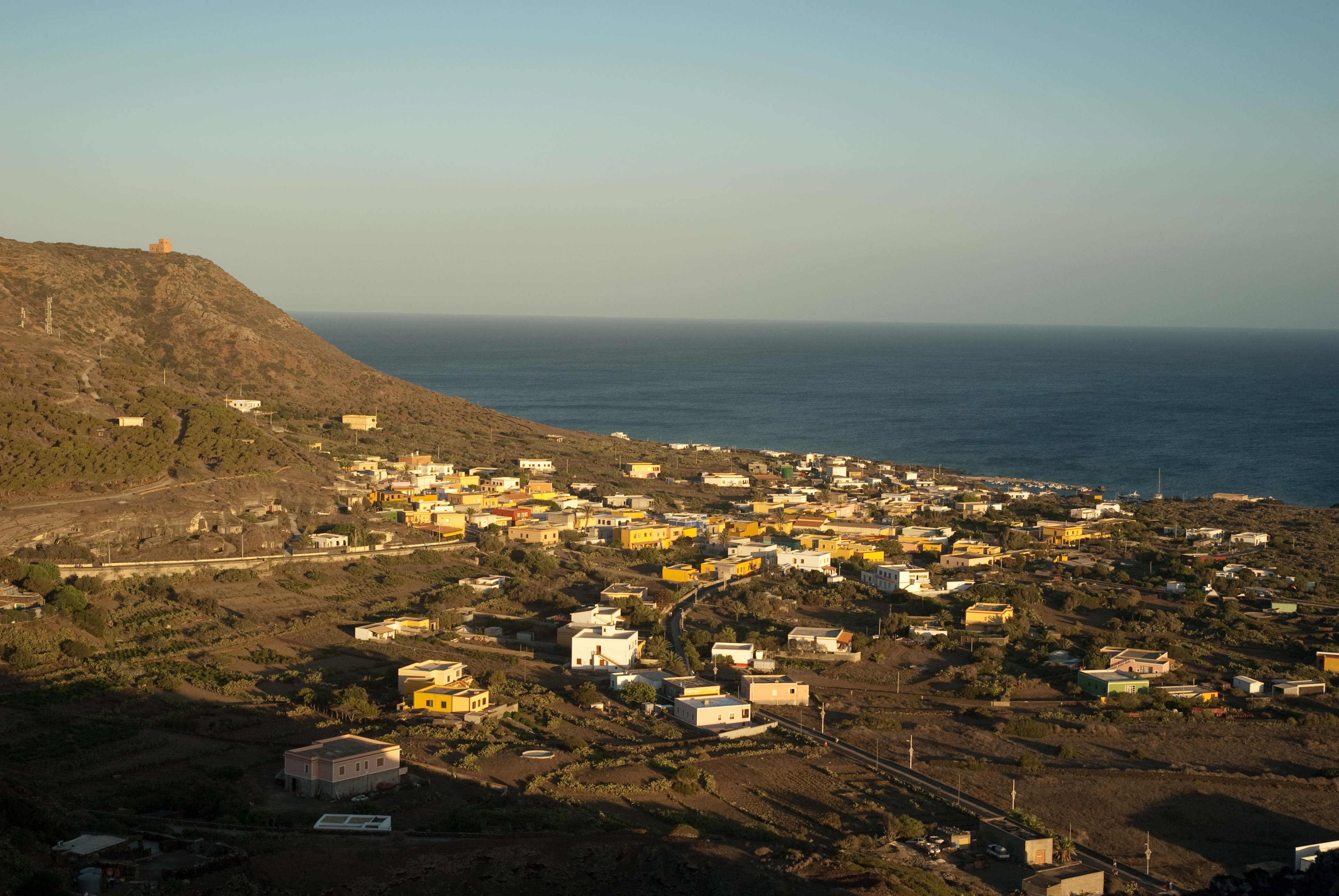
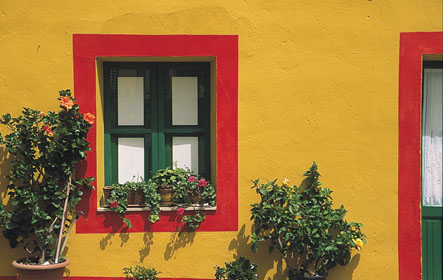
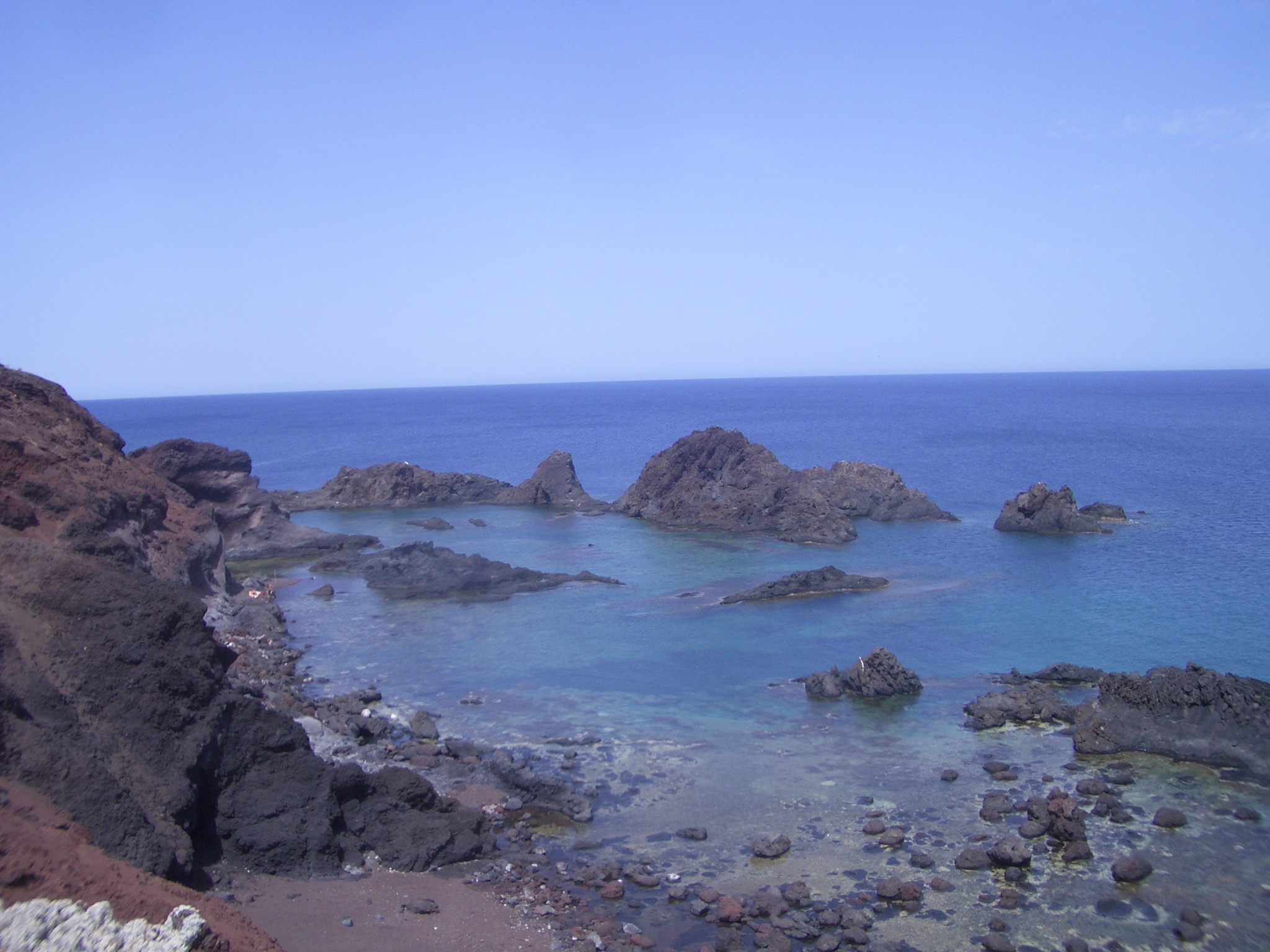
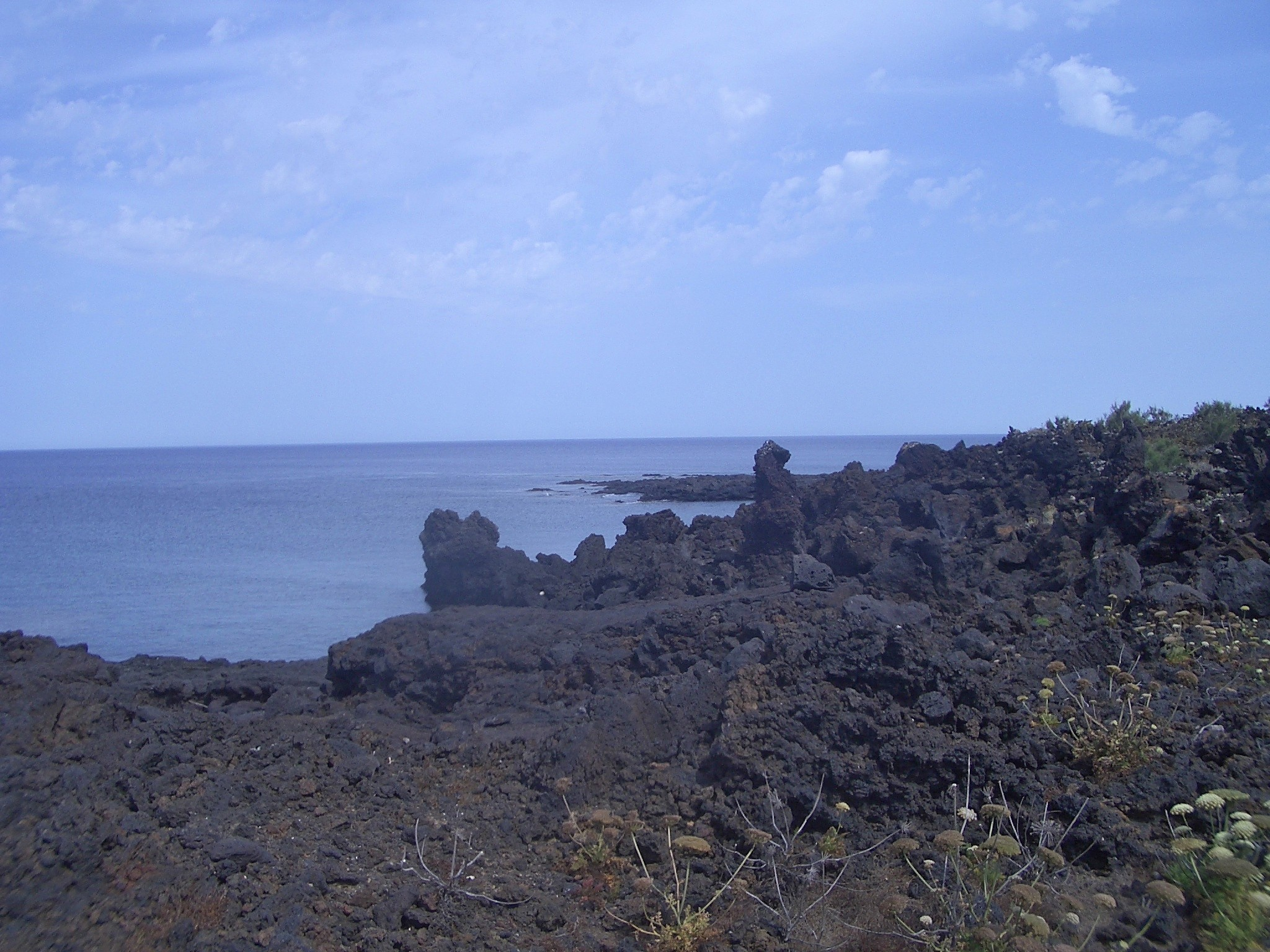